# Równanie Clapeyrona (stan gazu doskonałego)

Izotermy gazu doskonałego. Zakrzywione linie reprezentują zależność pomiędzy ciśnieniem (na osi pionowej) a objętością (na osi poziomej) dla idealnego gazu w różnych temperaturach: linie, które są dalej od początku (czyli linie, które są bliżej prawego górnego rogu wykresu) reprezentują wyższe temperatury.

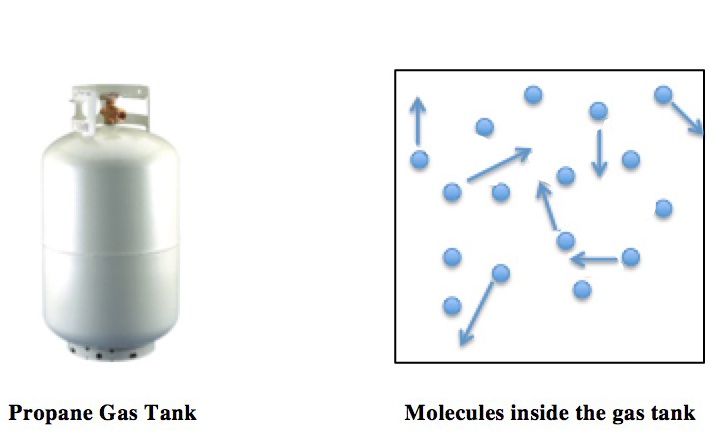
Zderzenia molekularne w zamkniętym zbiorniku (zbiornik propanu) pokazano po prawej stronie. Strzałki przedstawiają losowe ruchy i kolizje tych cząsteczek. Ciśnienie i temperatura gazu są wprost proporcjonalne: wraz ze wzrostem temperatury ciśnienie propanu wzrasta o ten sam współczynnik. Prostą konsekwencją tej proporcjonalności jest to, że w ciepłym dniu ciśnienie w zbiorniku propanu zostanie podniesione, a zatem zbiorniki propanu muszą być przystosowane do wytrzymywania takiego wzrostu ciśnienia.

Równanie Clapeyrona, równanie stanu gazu doskonałego – równanie stanu opisujące związek pomiędzy temperaturą, ciśnieniem i objętością gazu doskonałego, a w sposób przybliżony opisujące gazy rzeczywiste. Sformułowane zostało w 1834 roku przez Benoît Clapeyrona. Prawo to można wyrazić wzorem:
{\displaystyle pV=nRT,}
lub
{\displaystyle pv=RT,}
gdzie:
- {\displaystyle p} – ciśnienie,
- {\displaystyle V} – objętość,
- {\displaystyle v} – objętość molowa,
- {\displaystyle n} – liczba moli gazu, będąca miarą liczby jego cząsteczek; {\displaystyle n=V/v,}
- {\displaystyle T} – temperatura bezwzględna,
- {\displaystyle R} – uniwersalna stała gazowa: {\displaystyle R=N_{A}k_{B},} gdzie: {\displaystyle N_{A}} – stała Avogadra (liczba Avogadra), {\displaystyle k_{B}} – stała Boltzmanna, {\displaystyle R} = 8,314 J/(mol·K).

Równanie to jest wyprowadzane na podstawie założeń:
- gaz składa się z poruszających się cząsteczek;
- cząsteczki zderzają się ze sobą oraz ze ściankami naczynia, w którym się znajdują;
- nie ma oddziaływań międzycząsteczkowych w gazie, z wyjątkiem odpychania w momencie zderzeń cząsteczek;
- objętość (rozmiary) cząsteczek pomija się;
- zderzenia cząsteczek są doskonale sprężyste.

Równanie to, mimo że wyprowadzone w ramach wyidealizowanego modelu, dobrze opisuje większość substancji gazowych w obszarze ciśnień do ok. 100 atmosfer i temperatury do 300–400 °C, oraz w temperaturze trochę większej od temperatury skraplania gazu przy danym ciśnieniu.

## Wyprowadzenie
Równanie to można wyprowadzić fenomenologicznie (tj. bez odwoływania się do mikroskopowych właściwości układu). W wyniku wielu eksperymentów przeprowadzonych na gazach głównie w XVIII wieku badacze doszli do wniosku, że można w sposób satysfakcjonujący i wystarczający opisać te przemiany dla 1 mola gazu {\displaystyle (n=1)} poprzez podanie 3 zmiennych np. {\displaystyle T,} {\displaystyle p,} {\displaystyle V.} Spośród tych trzech zmiennych tylko dwie są niezależne, wobec czego można traktować np. ciśnienie jako funkcję dwóch pozostałych zmiennych, tj. {\displaystyle p=f(T,V).} Można zatem zapisać różniczkę zupełną ciśnienia {\displaystyle \operatorname {d} p} jako
{\displaystyle \operatorname {d} p=\left({\frac {\operatorname {d} p}{\operatorname {d} T}}\right)_{V}\operatorname {d} T+\left({\frac {\operatorname {d} p}{\operatorname {d} V}}\right)_{T}\operatorname {d} V.}
Pierwszy człon opisuje proces, w którym gaz zamknięty w stałej objętości jest ogrzewany, czemu towarzyszy zmiana jego ciśnienia. Jako pierwszy taką przemianę opisał Jacques Alexandre Charles (prawo Charles’a) i podał jej równanie w postaci:
{\displaystyle p=kT,}
skąd wynika
{\displaystyle \left({\frac {\operatorname {d} p}{\operatorname {d} T}}\right)_{V}=k={\frac {p}{T}}.}
Drugi człon to izotermiczne rozprężanie lub sprężanie gazu opisane przez Boyle’a i Mariotte’a (izotermiczna przemiana Boyle’a-Mariotte’a) wzorem
{\displaystyle p={\frac {l}{V}},}
gdzie {\displaystyle l} to stała. Z równania tego wynika, że
{\displaystyle \left({\frac {\operatorname {d} p}{\operatorname {d} V}}\right)_{T}=-{\frac {l}{{V}^{2}}}=-{\frac {p}{V}}.}
Otrzymane pochodne cząstkowe podstawmy do wyrażenia na {\displaystyle \operatorname {d} p}
{\displaystyle \operatorname {d} p={\frac {p}{T}}\operatorname {d} T-{\frac {p}{V}}\operatorname {d} V.}
Dzieląc to równanie przez {\displaystyle p,} można rozdzielić zmienne
{\displaystyle {\frac {\operatorname {d} p}{p}}={\frac {\operatorname {d} T}{T}}-{\frac {\operatorname {d} V}{V}}.}
Po wycałkowaniu
{\displaystyle \ln p=\ln T-\ln V+C.}
Stałą całkowania {\displaystyle C} można zapisać przy pomocy innej stałej {\displaystyle R}
{\displaystyle C=\ln R,}
wówczas, ponieważ funkcja {\displaystyle ln} jest różnowartościowa, a to prowadzi do równania
{\displaystyle pV=RT.}
Rozumowanie można uogólnić na dowolną liczbę moli gazu {\displaystyle n.}
Równanie to stanowi fundamentalny związek między ciśnieniem, temperaturą i liczbą cząstek gazu, z którego wynikają trzy wnioski:
- {\displaystyle n} moli (taka sama liczba cząstek) gazu, przy danej temperaturze i ciśnieniu panującym w naczyniu zajmuje zawsze taką samą objętość, niezależnie od budowy chemicznej tego gazu {\displaystyle (V=nRT/p).}
- w danej objętości, przy danym ciśnieniu i temperaturze, znajduje się zawsze taka sama liczba moli cząsteczek gazu, niezależnie od jego budowy chemicznej {\displaystyle (n=pV/RT)}
- {\displaystyle n} moli gazu zamkniętych w naczyniu o określonej objętości, przy określonej temperaturze, będzie wywierało na jego ścianki takie samo ciśnienie, niezależnie od tego, jaki to jest gaz {\displaystyle (p=nRT/V).}

Określenie równanie Clapeyrona nie jest stosowane powszechnie w odniesieniu do tego wzoru – w literaturze anglojęzycznej równanie to znane jest jedynie jako ideal gas law (prawo gazu doskonałego), podobnie jest w większości innych języków. W Rosji równanie to funkcjonuje pod nazwą równania Mendelejewa-Clapeyrona. Jako równanie Clapeyrona określana jest też zależność opisująca przemiany fazowe, m.in. ciecz-gaz. Pod tą nazwą często funkcjonuje też równanie Clausiusa-Clapeyrona.
Rozszerzeniami równania gazu doskonałego, uwzględniającymi objętość cząsteczek gazu oraz przyciąganie cząsteczek, są równanie van der Waalsa oraz wirialne równanie stanu.

## Energia gazu
Zgodnie z założeniami kinetycznej teorii gazów zakładaliśmy, że nie ma międzycząsteczkowych oddziaływań pomiędzy cząsteczkami gazu doskonałego. Innymi słowy, jego potencjalna energia wynosi zero. Stąd cała energia posiadana przez gaz jest energią kinetyczną:
{\displaystyle E={\frac {3}{2}}RT.}
Jest to energia kinetyczna jednego mola gazu.
| Energia gazu                             | Wzór matematyczny                      |
| ---------------------------------------- | -------------------------------------- |
| energia związana z jednym molem gazu     | {\displaystyle E={\frac {3}{2}}RT}     |
| energia związana z jednym gramem gazu    | {\displaystyle E={\frac {3}{2}}rT}     |
| energia związana z jedną cząsteczką gazu | {\displaystyle E={\frac {3}{2}}k_{B}T} |